# Gobizaur
Gobizaur (Gobisaurus domoculus) – duży, roślinożerny dinozaur z rodziny ankylozaurów (Ankylosauridae)
Żył w okresie wczesnej kredy (ok. 125-100 mln lat temu) na terenach środkowo-wschodniej Azji. Długość czaszki ok. 46 cm, szerokość czaszki ok. 45 cm. Znany tylko ze znalezionych czaszek, które odkryto w Mongolii (na pustyni Gobi) i w Chinach (Mongolia Wewnętrzna).